# Dialoghaus Hamburg
Das Dialoghaus Hamburg ist ein Ausstellungsort in der Hamburger Speicherstadt. Es wurde am 1. April 2000 gegründet und bietet drei erlebnisorientierte Ausstellungen: Dialog im Dunkeln, Dialog im Stillen und Dialog mit der Zeit. Je nach Ausstellung werden die Gäste von blinden, gehörlosen oder von älteren Menschen durch unterschiedliche Erlebniswelten geführt. In unterschiedlichen Erlebnisräumen und dem Dialog mit den Guides erfahren Besucher dort einen Rollentausch und können für die Dauer der Führungen spüren, wie sich das Leben mit Sehbehinderung, Gehörlosigkeit oder als Senior anfühlt.

## Geschichte
Während seiner Arbeit als Journalist für den Südwestfunk sollte Andreas Heinecke ein Back-To-Work-Training für einen erblindeten Kollegen entwickeln. Bis zu diesem Zeitpunkt waren die Themen „Behinderung“ und „Blind-Sein“ etwas Fremdes für ihn. Durch die Zusammenarbeit mit dem erblindeten Kollegen entstand 1988 die Idee für ein neues Konzept. Mit Dialog im Dunkeln wurde schließlich 1989 die erste Dialogausstellung in Frankfurt am Main eröffnet. Nach weiteren erfolgreichen Ausstellungsexperimenten in Europa wurde im Jahr 2000 in Hamburg die erste permanente Ausstellung Dialog im Dunkeln eröffnet. Die Dialogausstellungen wurden bereits seit 2000 angeboten, die eigentliche Unternehmensgründung fand jedoch erst 2004 statt. Mit gemeinnützigen Zielen wurde zunächst die Consens Ausstellungs GmbH gegründet. Im August 2018 wurde die Gemeinnützigkeit in der Rechtsform verankert und das Unternehmen in Dialoghaus Hamburg gGmbH umbenannt.
Auf Grund des Erfolges von Dialog im Dunkeln wurde das Ausstellungskonzept weiterentwickelt, sodass im Jahr 2003 erstmals mit Scenes of Silence eine dialogische Ausstellung zum Thema Gehörlosigkeit im Pariser Cité des sciences et de l’industrie stattfand. Inzwischen wird Scenes of Silence unter dem Namen Dialog im Stillen im Dialoghaus Hamburg angeboten.

## Ausstellungskonzept
Das Dialoghaus Hamburg kann im Sinne der Ausstellungsdesignerin Orna Cohen (2003) als „Social Lab“ verstanden werden. Cohen, die alle Dialogausstellungen konzipierte und stets weiterentwickelt, präsentierte mit The Social Lab: A New Approach for Science Centres ein für 2003 neuartiges Konzept, um globale sozial- und gesellschaftspolitische Themen in Ausstellungen aufzugreifen. Dabei steht nicht im Mittelpunkt, Antworten und Erklärungen für soziale Probleme zu finden. Es sollen vielmehr Impulse gegeben werden, immer neue Fragen zu sozialen Herausforderungen zu stellen. Die Grundidee des Science Centers physikalische Phänomene wie zum Beispiel Mechanik, Optik und Akustik in erlebnisbasierten Ausstellungen für Besucher sicht- und erkennbar zu machen, kombiniert Orna Cohen in ihren Dialogausstellungen mit sozialen Fragestellungen. So berühren die Themen Blindheit, Gehörlosigkeit und das biologische Altern eines menschlichen Körpers nicht nur ebendiese biologischen und physikalischen Phänomene, sondern führen automatisch zu gesellschaftlichen Diskursen.
Die den Ausstellungskonzepten zu Grunde liegende methodische Vorgehensweise basiert zum einen auf dem Prozess des transformativen Lernens nach Jack Mezirow, zum anderen beziehen sich Andreas Heinecke und Orna Cohen auf Albert Einsteins Verständnis von Bildung. Als leitendes Argument für erlebnisbasiertes Lernen in Dialogausstellungen heben Cohen und Heinecke Zitate Einsteins hervor und erläutern, wie sich diese Einsichten auf die Museumswelt übertragen lassen.

## Dauerausstellungen und Veranstaltungsformate in Hamburg
Deutschlandweit gibt es bislang zwei Städte, in denen Dialogausstellungen als Dauerausstellungen angeboten werden. Neben der Dialoghaus Hamburg gGmBH können Besucher auch im Frankfurter Dialogmuseum an Dialogausstellungen teilnehmen. Zu den aktuellen Ausstellungen des Dialoghauses zählen Dialog im Dunkeln, Dialog im Stillen und Dialog mit der Zeit.

### Dialog im Dunkeln
Dialog im Dunkeln ist eine Ausstellung in vollkommener Dunkelheit und präsentiert sich als „Weg durch die Dunkelheit“. Umgeben von der totalen Lichtlosigkeit, werden die Besucher durch einen Parcours unterschiedlicher Szenarien geleitet (zum Beispiel ein Wald, ein Markt, ein Hafen, eine Bar etc.). Während dieser Reise in die Dunkelheit werden die Besucher dazu gezwungen, eine Pause von der visuellen Welt zu nehmen. Damit eröffnen sich vollkommen neue Wege der Selbsterfahrung in sozialen Umgebungen, wie auch in der physischen Umwelt. Da sich die Besucher nun nicht mehr auf die visuellen Sinnesreize verlassen können, kommt es zu einem Tausch der sozialen Rollen und der blinde Begleiter wird zum Wahrnehmungsexperten. Die Erfahrung dieses Rollentausches ist dabei für die Besucher und auch für die Guides eine neue Erfahrung, weil die Lebensumwelt, in der Menschen sich organisieren, handeln und sind, hauptsächlich durch den Sehsinn gestaltet wird. Blinde Menschen, denen die Orientierung durch das gesellschaftliche Primat des Sehsinnes in der Umwelt erschwert wird, sind nun nicht mehr „hilfebedürftig“ und „seh-behindert“, sondern die Besucher erleben eine „Wahrnehmungsbehinderung“ und ungewohnte Hilfsbedürfnisse.

#### Dinner in the Dark
Das Dinner findet in vollkommen abgedunkelten Räumen statt und die Gäste werden zu einem kulinarischen Erlebnis eingeladen. Hier steht nicht die Eventgastronomie im Vordergrund, sondern die Idee, dass die Gäste durch die Deprivation vom Licht irritiert, ihre Sinne neu wahrnehmen und dadurch die eigene Konstruktion der physischen und sozialen Umwelt, in der sie leben, infrage stellen. Das erste Dinner in the Dark fand im Jahr 1993 auf dem Festival von Avignon (Festival d’Avignon) im Rahmen der Veranstaltungsserie Dark/Noir statt. Inspiriert von dem Frankfurter Dialog im Dunkeln, lud der Künstler Michel Reilhac andere Künstler mit dem Wunsch ein, die Meinung und den Blickwinkel auf den „Zuschauer“ zu ändern. Seither sind Dunkelrestaurants weltweit populär. Das Konzept zu Dinner in the Dark ist keine geschützte Marke der Dialogue Social Enterprise GmbH und lässt sich unter verschiedenen Namen an unterschiedlichen Veranstaltungsorten finden.

### Dialog im Stillen
Die Ausstellung Dialog im Stillen (ursprünglich Scenes of Silence) will hörenden Menschen einen Zugang zu der Welt gehörloser Menschen ermöglichen. Die Besucher betreten die Welt der Gehörlosigkeit und werden mit Alltagssituationen konfrontiert, denen gehörlose Menschen täglich begegnen. Um eine Umgebung der Stille zu erzeugen, tragen die Besucher schallabsorbierende Kopfhörer, und für die Dauer der Dialogausstellung wird auf das gesprochene Wort verzichtet. Der Dialog im Stillen findet in mehreren zirkulär gestalteten und schallisolierten Räumen statt, in denen unterschiedliche Aspekte der nonverbalen Kommunikation in den Mittelpunkt gerückt werden: das Zeigen, Gesichtsausdruck, Körpersprache und Gestik. Dadurch werden die Besucher aufgefordert, nonverbal zu kommunizieren. Als Experten für nonverbale Kommunikation übernehmen gehörlose Guides in dieser Dialogsituation die Rolle als Vermittler.

### Dialog mit der Zeit
Seit Mai 2018 bietet das Dialoghaus Hamburg die Dauerausstellung Dialog mit der Zeit an. Diese Ausstellung thematisiert unterschiedliche Aspekte des Alterns. Begleitet werden die Besucher von Guides, die im Alter von 70 bis 80 Jahren sind und als Experten den intergenerativen Dialog leiten. An unterschiedlichen Erlebnisstationen können die Besucher auf spielerische Weise Körper und Sinneserfahrungen rund um das Thema Altern sammeln. Gemeinsam mit den Senior-Guides steigen sie zudem in den gesellschaftlichen Diskurs über „das Altern“ ein und werden angeregt über die Potentiale des Alterns, zukunftsfähige Lebensentwürfe und Herausforderungen in der Gesellschaft nachzudenken. Das Altern wird in der Gesellschaft hauptsächlich als „Niedergang“ wahrgenommen. Medial und gesellschaftlich werden vor allem Problemthemen und Ängste diskutiert. Physische und mentale Einschränkungen, Isolation, Abhängigkeit und Pflegenotstand sind brisante und wichtige Gesprächsgegenstände, die auch im Dialog mit der Zeit aufgegriffen werden. Es soll in dieser Dialogausstellung jedoch vor allem darum gehen, Vorurteile gegenüber älteren Menschen, Ängste und falsche Annahmen über Stereotypen zu überwinden.

## Ausstellungen weltweit
Alle Ausstellungen, die im Dialoghaus angeboten werden, sind Social-Franchise-Produkte der Dialogue Social Enterprise GmbH (DSE), die ihren Unternehmenssitz in den Geschäftsräumen des Dialoghauses in Hamburg hat. Dem Gedanken folgend, dass alle Menschen „Citizens of a Global Village“ sind, wird auf diesem Weg angestrebt, den Social Impact nicht nur auf lokaler Ebene zu verbessern, sondern auch Einfluss auf globale soziale Wandlungsprozesse zu nehmen.